# Glen Huon
Glen Huon ist eine Ortschaft im Südosten von Tasmanien. 2016 hatte der Ort 661 Einwohner.

## Geschichte
1907 wurde im Gebiet das Postamt Upper Huon eröffnet, das 1911 in Glen Huon umbenannt wurde. Bereits 1880 wurde in Glen Huon eine Grundschule eingerichtet. 1927 errichteten Mormonen in Glen Huon eine Kirche.